# Krambatangi
Krambatangi er en færgehavn på Suðuroy i det sydligste Færøerne. Færgen Smyril M/F afsejler 2-3 gange dagligt fra Krambatangi til Tórshavn. Krambatangi ligger på sydsiden af Trongisvágsfjørður halvvejs mellem Trongisvágur og Øravík, over for Tvøroyri.Færgehavnen lå tidligere ved Drelnes, der ligger et par hundrede meter længere østpå. Men i 2005 fik  Strandfaraskip Landsins (SSL) en ny og større færge, og derfor byggede man en ny færgehavn på Krambatangi. Krambatangi tilhører ikke Tvøroyrar kommuna, og der har været nogle stridigheder mellem kommunen og SSL, fordi de ikke betalte for at sejle ind i Tvøroyri havn. Retten på Færøerne bestemte, at SSL skulle betale havneafgift til kommunen, men SSL appellerede dommen.